# Varaždinsko-zagorska nogometna liga 1972./73.
 Varaždinsko-zagorska nogometna liga  za sezonu 1972./73. je predstavljala ligu četvrtog stupnja nogometnog prvenstva Jugoslavije. 
 Sudjelovalo je 14 klubova, a prvak je bio "Zagorac" iz Krapine.

## Ljestvica
| mj. | klub                     | ut. | pob. | ner. | por. | gol+ | gol- | bod |
| --- | ------------------------ | --- | ---- | ---- | ---- | ---- | ---- | --- |
| 1.  | Zagorac Krapina          | 26  | 17   | 4    | 5    | 52   | 22   | 38  |
| 2.  | Udarnik Kućan Gornji     | 26  | 14   | 5    | 7    | 69   | 37   | 33  |
| 3.  | Trnje Trnovec            | 26  | 16   | 1    | 9    | 62   | 41   | 33  |
| 4.  | Proleter Lepoglava       | 26  | 14   | 2    | 10   | 58   | 42   | 30  |
| 5.  | Rudar Mihovljan          | 26  | 11   | 7    | 8    | 52   | 40   | 29  |
| 6.  | Sloboda Varaždin         | 26  | 11   | 6    | 9    | 48   | 40   | 28  |
| 7.  | Ivančica Zlatar Bistrica | 26  | 10   | 6    | 10   | 51   | 43   | 26  |
| 8.  | Oštrc Zlatar             | 26  | 11   | 4    | 11   | 59   | 56   | 26  |
| 9.  | Marof (Novi Marof)       | 26  | 10   | 6    | 10   | 38   | 48   | 26  |
| 10. | Metalac Ladanje          | 26  | 10   | 4    | 12   | 54   | 63   | 24  |
| 11. | Ivančica Ivanec          | 26  | 6    | 8    | 12   | 45   | 62   | 20  |
| 12. | Borac Donja Stubica      | 26  | 8    | 5    | 13   | 44   | 47   | 19  |
| 13. | Zagorka Bedekovčina      | 26  | 7    | 2    | 17   | 36   | 74   | 16  |
| 14. | Rudar Dubrava Zabočka    | 26  | 4    | 6    | 16   | 29   | 71   | 14  |

- Ladanje danas podijeljeno na Donje Ladanje i Gornje Ladanje. "Metalac" (danas "Rudar 47") je iz Donjeg Ladanja

## Rezultatska križaljka
| kratica | klub                     | BOR | IVI | IVZB | MAR | MET | OŠT | PRO | RUDDZ | RUDM | SLO | TRNJ | UDA | ZGA | ZGK |
| --- | ------------------------ | --- | --- | ---- | --- | --- | --- | --- | ----- | ---- | --- | ---- | --- | --- | --- |
| BOR | Borac Donja Stubica      |     |     |      |     |     |     |     |       |      |     |      |     |     |     |
| IVI | Ivančica Ivanec          |     |     |      |     |     |     |     |       |      |     |      |     |     |     |
| IVZB | Ivančica Zlatar Bistrica |     |     |      |     |     |     |     |       |      |     |      |     |     |     |
| MAR | Marof (Novi Marof)       |     |     |      |     |     |     |     |       |      |     |      |     |     |     |
| MET | Metalac Ladanje          |     |     |      |     |     |     |     |       |      |     |      |     |     |     |
| OŠT | Oštrc Zlatar             |     |     |      |     |     |     |     |       |      |     |      |     |     |     |
| PRO | Proleter Lepoglava       |     |     |      |     |     |     |     |       |      |     |      |     |     |     |
| RUDDZ | Rudar Dubrava Zabočka    |     |     |      |     |     |     |     |       |      |     |      |     |     |     |
| RUDM | Rudar Mihovljan          |     |     |      |     |     |     |     |       |      |     |      |     |     |     |
| SLO | Sloboda Varaždin         |     |     |      |     |     |     |     |       |      |     |      |     |     |     |
| TRNJ | Trnje Trnovec            |     |     |      |     |     |     |     |       |      |     |      |     |     |     |
| UDA | Udarnik Kućan Gornji     |     |     |      |     |     |     |     |       |      |     |      |     |     |     |
| ZGA | Zagorac Krapina          |     |     |      |     |     |     |     |       |      |     |      |     |     |     |
| ZGK | Zagorka Bedekovčina      |     |     |      |     |     |     |     |       |      |     |      |     |     |     |
| |                          |     |     |      |     |     |     |     |       |      |     |      |     |     |     |
| podebljan rezultat - utakmice od 1. do 13. kola (1. utakmica između klubova) rezultat normalne debljine - utakmice od 14. do 26. kola (2. utakmica između klubova) rezultat nakošen - nije vidljiv redoslijed odigravanja međusobnih utakmica iz dostupnih izvora rezultat smanjen * - iz dostupnih izvora nije uočljiv domaćin susreta prekrižen rezultat - poništena ili brisana utakmica p - utakmica prekinuta 3:0 p.f. / 0:3 p.f. - rezultat 3:0 bez borbe |                          |     |     |      |     |     |     |     |       |      |     |      |     |     |     |

 Izvori: 

## Poveznice
- Zagrebačka zona 1972./73.